# Jeeper

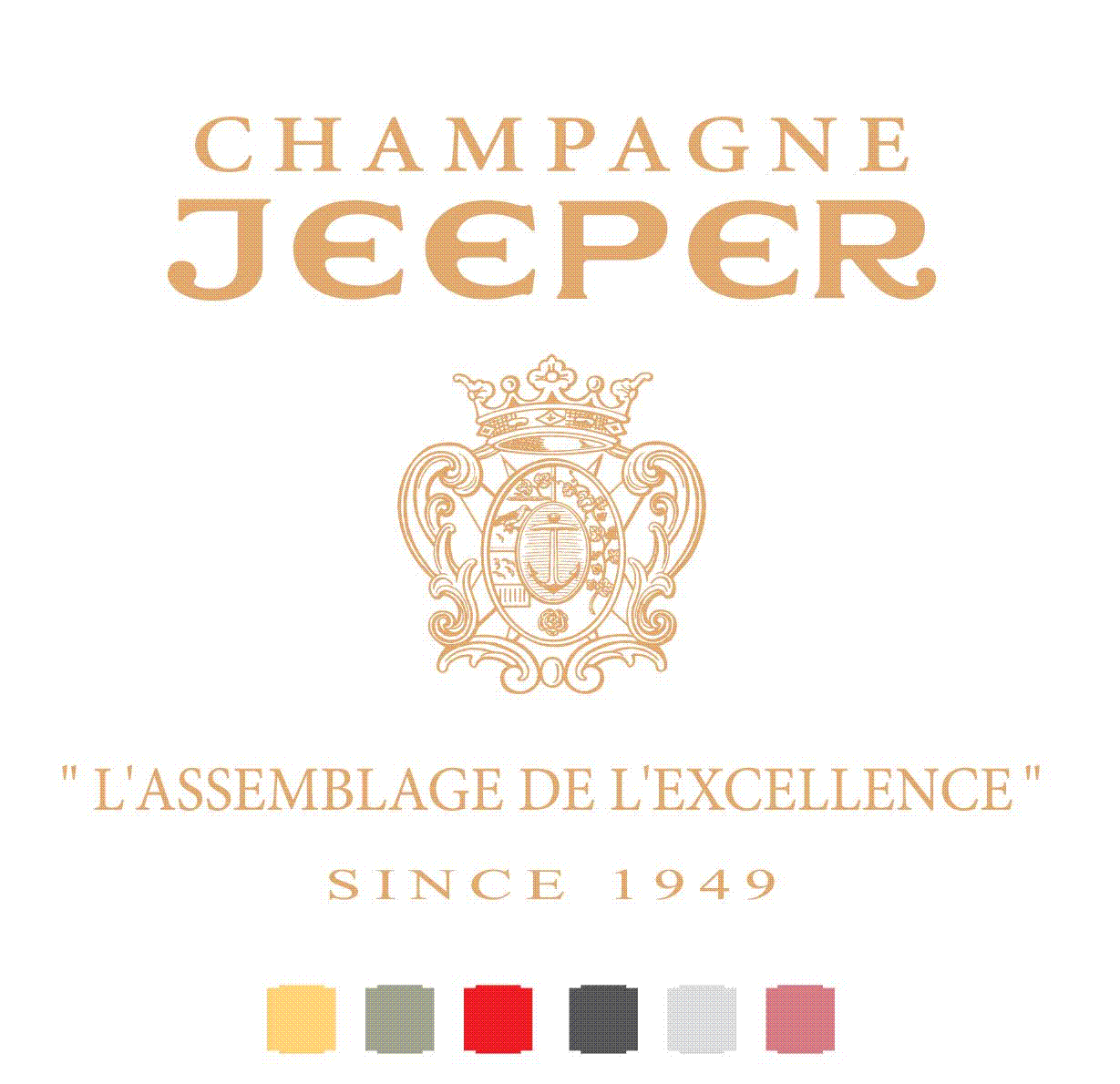
Jeeper Logo

Jeeper is een in 1949 opgericht champagnehuis in Épernay. Het huis is nu gevestigd in Faverolles-et-Coëmy. 

## Geschiedenis
In het jaar 1949 besloot Armand Goutorbe, zoon van de wijnmaker Victor Goutorbe, bij zijn terugkeer uit de Tweede Wereldoorlog om zijn eigen champagne te gaan produceren en te verkopen. Armand Goutorbe keerde terug met twee gebroken benen en kreeg een Jeep geschonken om zijn werk te kunnen doen in de wijngaard. De Jeep werd zijn trouwe maatje en al gauw kreeg Armand de bijnaam ‘The Jeeper’. Daarmee was het merk Champagne Jeeper geboren.  
Het bedrijf werd overgenomen door de Reybiergroep, een investeringsgroep. De Reybier-groep heeft zijn krachten gebundeld met Nicolas Dubois, de huidige Chief Executive, om het bedrijf over te nemen. Onder leiding van Nicolas en deze groep beschikt het huis over de middelen die nodig zijn voor de ontwikkeling ervan. 

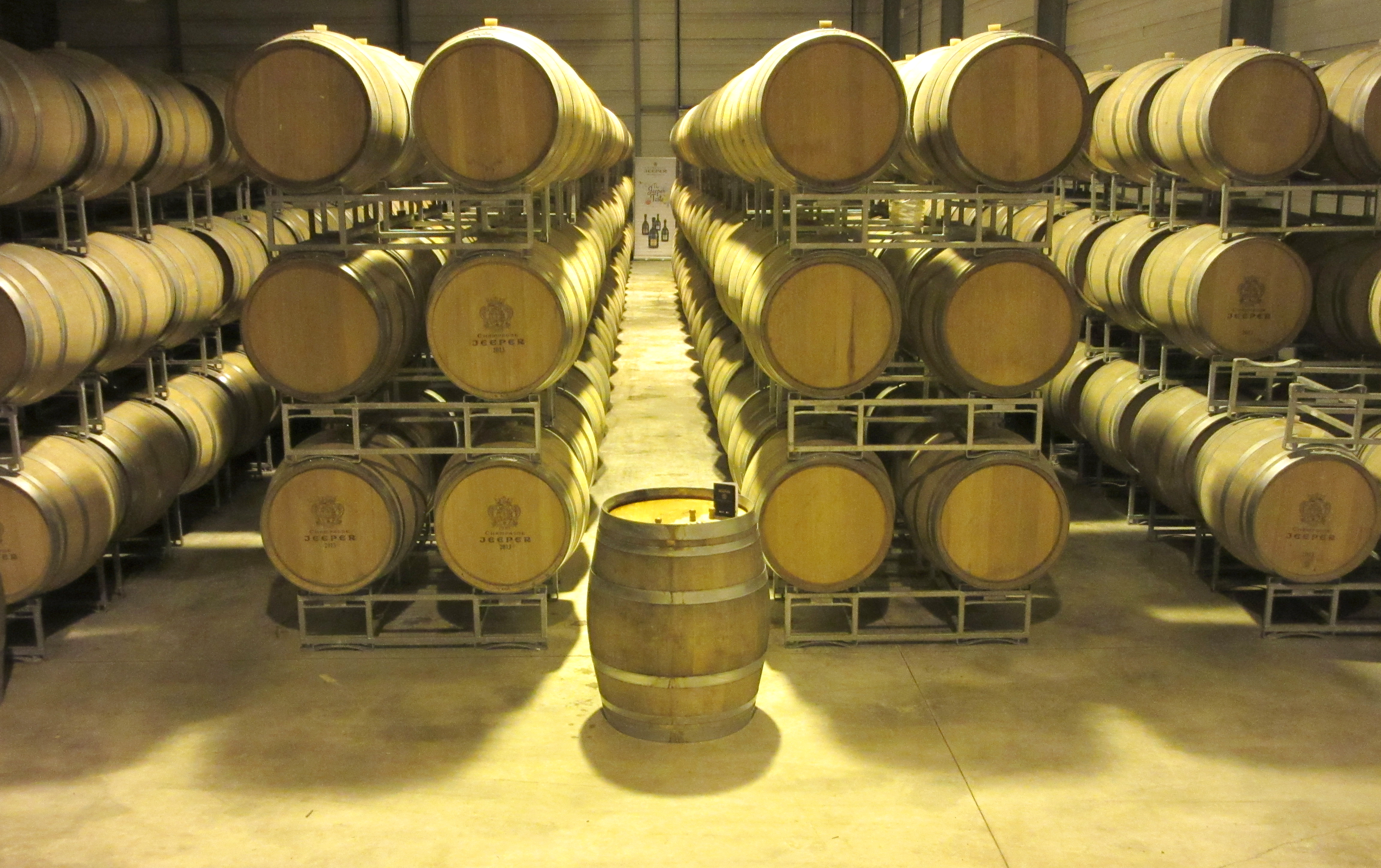
Kelders Jeeper

## Champagnes
Jeeper slaat 40% van de chardonnay-oogst twee jaar op in eikenhouten vaten.
- De Cuvée Grand Assemblage is de Brut Sans Année, de meest verkochte champagne. Het is een assemblage van 60% chardonnay, 25% pinot noir en 15% pinot meunier. De wijn werd met als rerve bewaarde wijn uit de kelders vermengd om een constante kwaliteit en stijl te garanderen.
- De Cuvée Grande Réserve Chardonnay is een blanc de blancs, een assemblage van 11 crus met uit de chardonnaydruif gemaakte wijn van verschillende jaargangen.
- De Cuvée Grand Rosé  is een assemblage van 88% chardonnay en 12% pinot noir. De wijn is roze gemaakt door toevoeging van 10% rode wijn uit de Champagne.
- De Cuvée Extra Brut Naturelle is een brut nature. Aan de assemblage van 70% biologisch verbouwde chardonnay en 15% pinot noir en 15% pinot meunier werd na de dégorgement geen dosage suiker toegevoegd.